# Полшник
Полшник (словен. Polšnik) — поселення в общині Літія, Осреднєсловенський регіон, Словенія. Висота над рівнем моря: 664,4 м.